# تحيا الرجالة (فلم)
تحيا الرجالة هو فيلم موسيقي مصري من إخراج كامل الحفناوي وبطولة شريفة ماهر، كارم محمود، سميحة توفيق، محمود شكوكو، زينات صدقي، عبد السلام النابلسي، عبد الفتاح القصري وجواهر، صدر الفيلم في 16 أكتوبر 1954.

## نبذه
تدور الأحداث حول الشقيقتين (نوجة) و(بطة) اللتين تقعان في حب جاريهما (أحمد) و(جميل)، وتتزوجانهما رغم معارضة زوجة الأب (بيسة)، بعد الزواج يتعثر الزوجان في العمل فيتم فصلهما، وتحاول الزوجتان تدبير الأموال من خلال العمل كراقصتين بدون علم زوجيهما، وتتصاعد الأحداث .

## طاقم العمل
- شريفة ماهر بدور نوجة
- كارم محمود بدور أحمد
- سميحة توفيق بدور بطة
- محمود شكوكو بدور جميل
- زينات صدقي بدور بيسه
- عبد السلام النابلسي بدور الأستاذ سيكا
- عبد الفتاح القصري بدور المعلم حسين أبو علي
- جواهر بدور الراقصة

## وصلات خارجية
- مقالات تستعمل روابط فنية بلا صلة مع ويكي بيانات